# Establo Ikazuchi

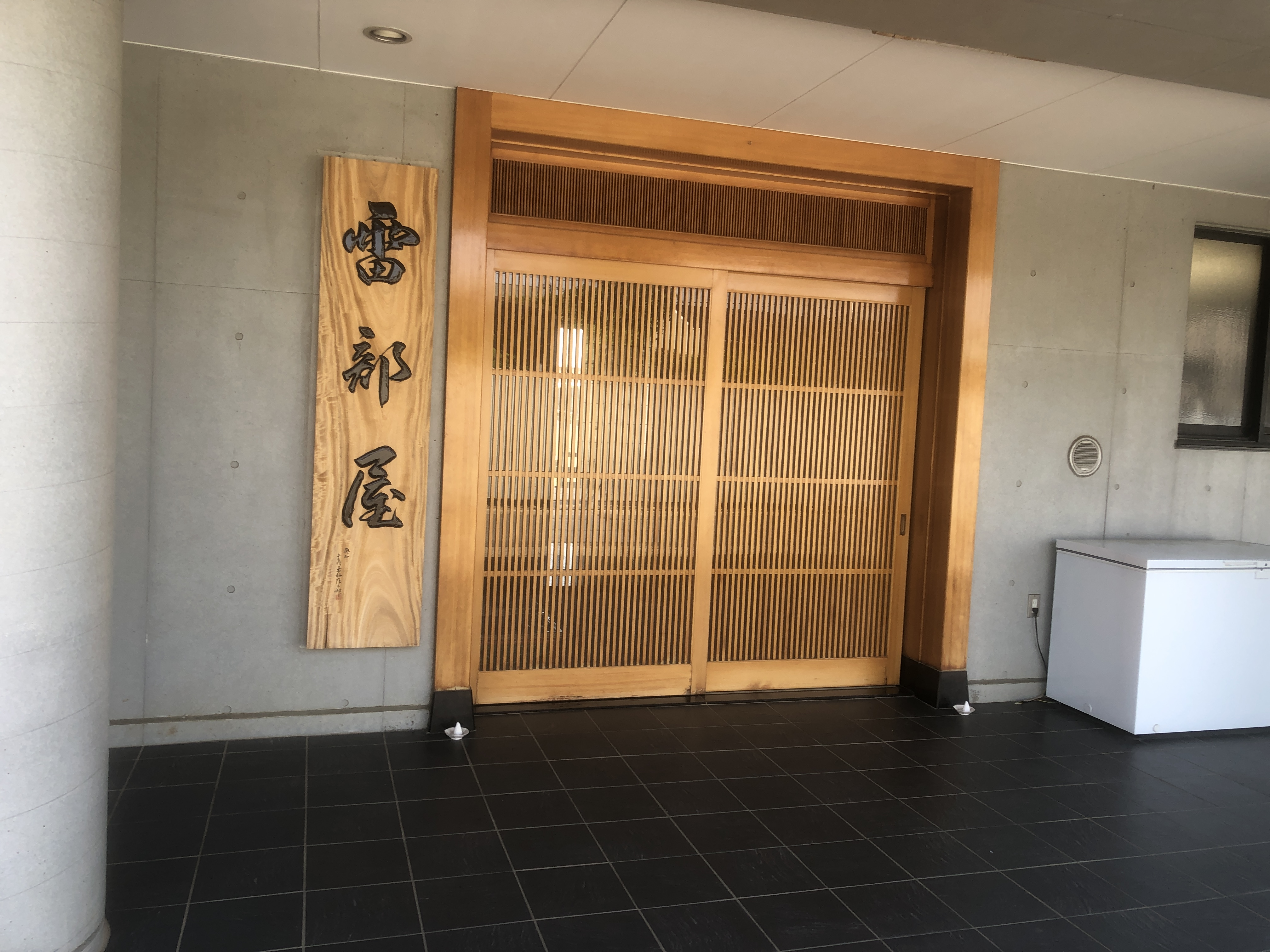
Entrada principal del Establo Ikazuchi

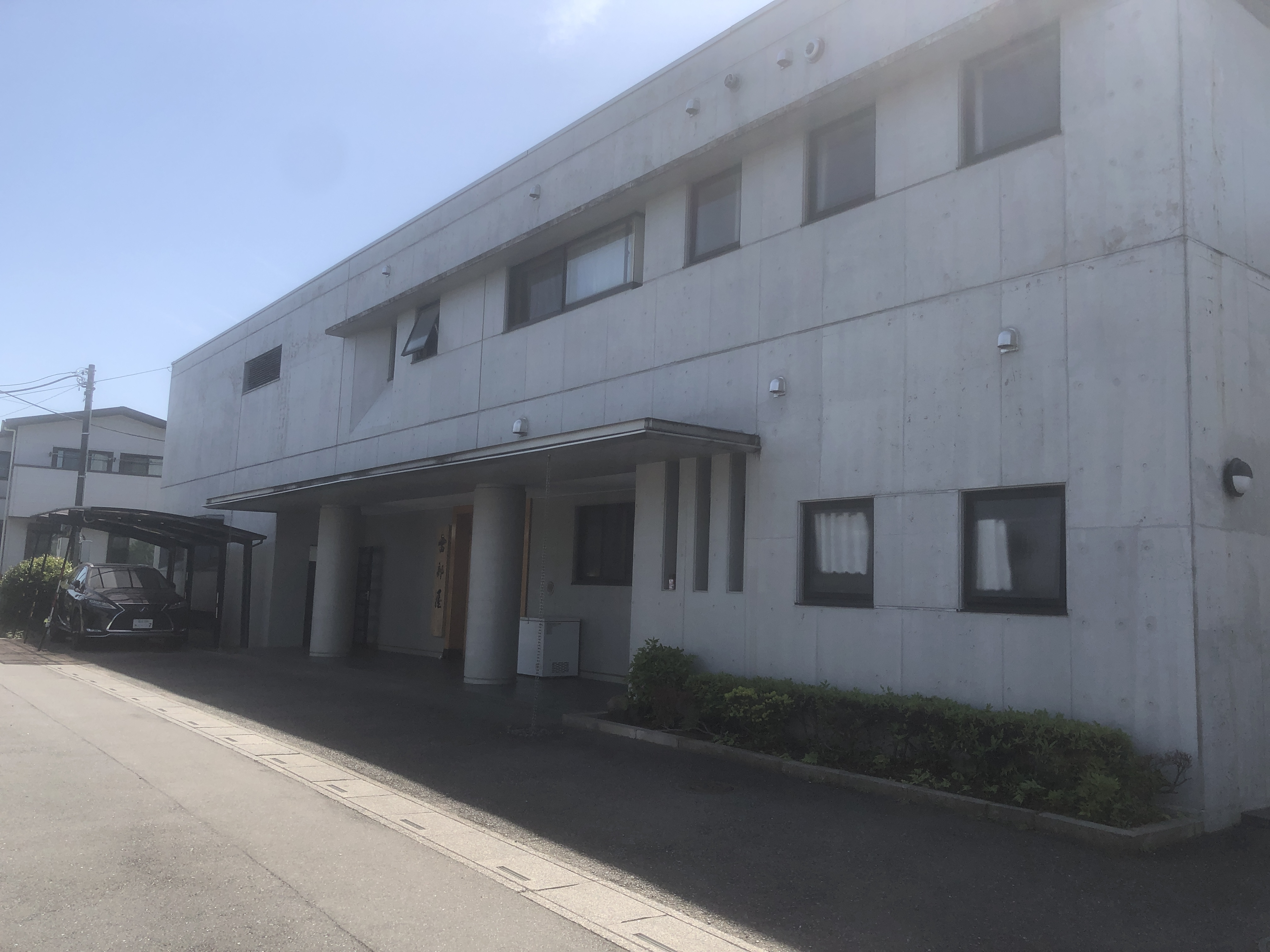
Fachada exterior del Establo Ikazuchi

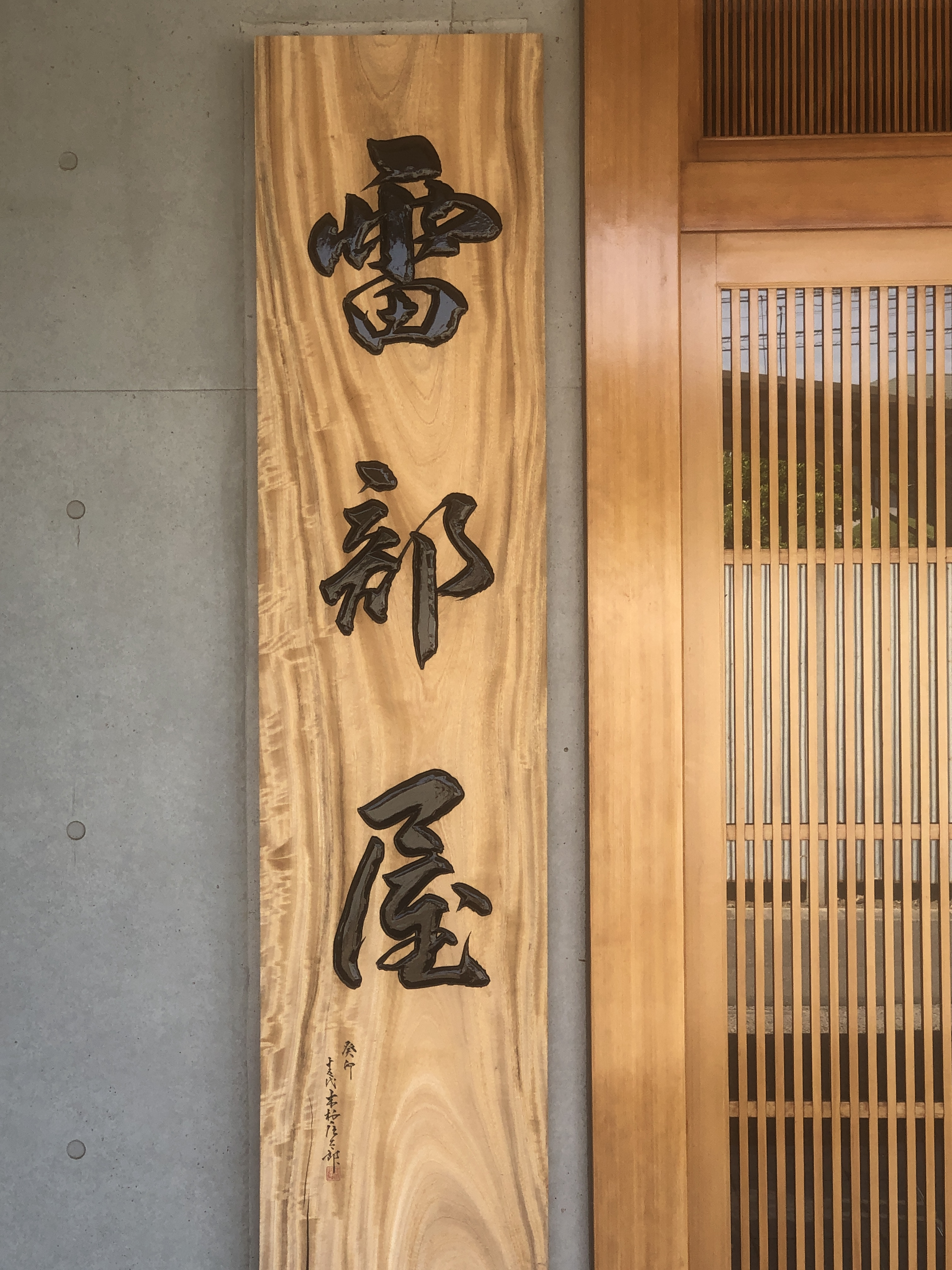
Placa de madera con el nombre del Establo Ikazuchi

El Establo Ikazuchi (雷部屋, Ikazuchi-beya), anteriormente conocido como el Establo Irumagawa desde 1993 a 2023, es un establo de entrenamiento de sumo profesional. El recinto forma parte del ichimon Dewanoumi. Fue fundado en enero de 1993 por el ex sekiwake Tochitsukasa tras independizarse del establo Kasugano. El primer sekitori producido por el establo fue Oyamato[ja] (también conocido como Shirasaki) en enero de 1994. Para febrero de 2023 poseía un total de siete luchadores.

## Historia
El 26 de enero de 2023 se anunció que Irumagawa, el cual ya estaba anticipando su retiro obligatorio en abril, le transferiría el control del establo al entrenador Ikazuchi (ex komusubi Kakizoe) sin necesidad de heredarle el nombre de maestro/anciano Irumagawa. El renombramiento del establo tuvo efecto seis días después, el 1 de febrero, creando así la primera generación del establo Ikazuchi en 62 años. En adición, el gabinete de la Asociación Japonesa de Sumo aprobó la transferencia del entrenador Wakafuji (ex Ōtsukasa) al establo Kise en el mes siguiente.
En 2020, el establo reclutó al joven ucraniano Serhii Sokolovskyi el cual hizo su debut durante el torneo de marzo adoptando el shikona Shishi. Este debut marcó la participación de Ucrania como el país extranjero número 24 en tener un luchador dentro del sumo profesional. En mayo de 2023, Shishi alcanzó la segunda división más alta en el sumo, jūryō, convirtiéndose en el primer ucraniano en lograrlo y el único sekitori del establo. En noviembre de 2024, Shishi se convirtió en el primer luchador del establo en alcanzar la división makuuchi tras ser promovido al rango de maegashira.
En diciembre de 2024, el maestro Ikazuchi anunció que establo sería mudado desde la ciudad de Saitama al barrio especial de Sumida para ocupar las antiguas instalaciones del establo Ōshima. El traslado esta programado para febrero de 2025.

## Nombres de ring
Varios luchadores de este establo adoptan un nombre de ring o shikona con el sufijo "Tsukasa" (司), significando jefe, y el cual es extraído del nombre del antiguo dueño y maestro, el ex sekiwake Tochitsukasa.

## Dueños
- 2023–presente: El décimo séptimo (17°) Ikazuchi Tōru (iin, ex komusubi Kakizoe)
- 1993–2023: El décimo sexto (16°) Irumagawa Tetsuo (yakuin taigu iin, ex sekiwake Tochitsukasa)

## Luchadores activos destacados
- Shishi (mejor rango: maegashira)

## Entrenadores
- Irumagawa Tetsuo (sanyo, ex sekiwake Tochitsukasa)

## Exluchadores destacados
- Masatsukasa (ex maegashira)
- Ōtsukasa (ex maegashira)
- Sagatsukasa (ex maegashira)
- Yōtsukasa (ex maegashira)

## Gyōji
- Kimura Narimasa (jonidan gyōji, de nombre real: Narimasa Tajima)

## Tokoyama
- Tokokuwa (tokoyama de segunda clase)

## Ubicación
Hachiouji 3-32-12, ciudad de Saitama, prefectura de Saitama